# Melchior Vulpius
Melchior Vulpius (1560 of 1570, Wasungen - 7 augustus 1615, Weimar) was een Duitse componist en schoolmeester.  Vulpius was de belangrijkste componist van Protestantse kerkliederen in zijn tijd in Duitsland. Hij heeft veel muziekstukken geschreven en was een populaire gematigde Lutheraanse componist.

## Leven
Samen met een van zijn broers, veranderde hij zijn Duitse naam Fuchs in de Latijnse naam Vulpius. Occasioneel ondertekende hij later nog weleens een werk met zijn oorspronkelijke naam. Vulpius was de zoon van arme ouders zodat Vulpius naar een kleine Latijnse school in zijn eigen plaats moest. Hier was hij leerling van Johann Steurelein. Van 1588 tot 1589 ging hij naar Speyer en kreeg daar les van Thomas Walliser, van wie hij de elementen van musica poetica leerde. In 1589 werd Vulpius als leraar Latijn aangesteld aan de Latijnse school in Schleusingen. Hoewel Vulpius als leraar zijn geld verdiende, mocht hij muziek schrijven voor de Lutheraanse kerk, vooral motetten en gezangen. 
In Schleusingen raakte Vulpius betrokken bij het schrijven van de drie Passies van Jacob Meiland, waarvan een aantal manuscripten daterend tussen 1567 en 1670 zijn gevonden. Dit werk beïnvloedde Vulpius' eigen St. Mattheus Passion. Van 1596 tot zijn dood was Vulpius cantor te Weimar en leraar aan de Latijnse school aldaar.

## Werken

### Heilige zangen (in Duits)
- Kirchen Geseng und geistliche Lieder … mehrerntheils auf zwei oder dreierlei art … contrapunctsweise (Leipzig, 1604) - Later kwam er een toevoeging op dit werk waarna het werk de naam  Ein schön geistlich Gesangbuch zou dragen.
- Erster Theil deutscher sonntäglicher evangelischer Sprüche von Advent biss auf Trinitatis   (Jena, 1612)
- Das Leiden unnd Sterben … Jesu Christi, aus dem heiligen Evangelisten Matthäo  (Erfurt, 1613)
- Der ander Teil deutscher sonn-täglicher evangelischer Sprüche von Trinitatis biss auff Advent (Jena, 1614)
- Complementum und dritter Teil fest- und aposteltägiger evangelischer Sprüche, durchs ganze Jahr … nach madrigalischer Manier … componiert und gesetzt (Erfurt, 1621)

### Heilige zangen (in Latijn)
- Verscheidene motetten (Erfurt, 1595 of eerder) - allen verloren gegaan.
- Pars prima cantionum sacrarum (Jena, 1602)
- Pars secunda selectissimarum cantionum sacrarum (Jena, 1603)
- Canticum Beatissimae Virginis Mariae (Jena, 1605)
- Opusculum novum selectissimarum cantionum sacrarum (Erfurt, 1610)

### Verscheidene werken
- Felicibus connubiis … Schärfii (Jena, 1608)
- Coniugii dum sacra paras: auspicatissimis nuptiis … Joh. Poppi, civis Vinariensis … et Mariae … Langii (Jena, 1609) - verloren gegaan.
- Epigramma quo nuptiis Dn. Joan. Fliegelii … per musicos numeros … congratulabatur Joh. Gebawer (Liegnitz, 1609)
- Nuptiis Ebaldo Langianis, waartoe behoorden: Christus der ist mein Leben, Christliche Leich- Trost- und Ehren-Predigt … bei Begräbnüs des … Herrn Georgii Erffurdii Franckenhusani (Jena, 1618)
- Verschillende heilige werken in registers.

### Muziektheoretische werken
- Musicae compendium latino germanicum M. Heinrici Fabri … aliquantulum variatum ac dispositum, cum facili brevique de modis tractatu (Jena, 1608)

- Bibsys: 90965602
- Biblioteca Nacional de España: XX887479
- Bibliothèque nationale de France: cb148271265 (data)
- Gemeinsame Normdatei: 123163234
- International Standard Name Identifier: 0000 0001 0901 1708
- Library of Congress Control Number: nr88007963
- Nationale Bibliotheek van Letland: 000036643
- MusicBrainz: a589e661-177b-450e-a339-721592ccfb1e
- Nationale Bibliotheek van Tsjechië: pna2005311819
- Nationale Bibliotheek van Israël: 987007288544805171
- Nederlandse Thesaurus van Auteursnamen: 161497543
- LIBRIS: 100428
- SNAC: w6f20p0t
- Système universitaire de documentation: 081596944
- Trove: 1526230
- Virtual International Authority File: 51878649
- WorldCat: E39PBJht6tbh9PXdgWH667D8YP